# Mick Jones
|  | Aquest article tracta sobre el guitarrista de The Clash. Si cerqueu el líder de Foreigner, vegeu «Mick Jones (Foreigner)». |

Michael Geoffrey Jones (Wandsworth, Londres, Anglaterra, 26 de juny de 1955) és un músic, cantant i compositor anglès conegut per ser el guitarrista principal, co-vocalista, cofundador i compositor de The Clash fins al 1983. El 1984, va formar Big Audio Dynamite amb Don Letts. Jones toca amb el grup Carbon/Silicon des de 2002 i ha participat en gires mundials formant part del grup en directe dels Gorillaz.

## Inicis
Michael Geoffrey Jones va néixer el 26 de juny de 1955 a Wandsworth, Londres. El seu pare, Tommy Jones, era gal·lès, i la mare, Renee Zegansky era jueva russa. Quan era petit va passar molt temps vivint amb la seva àvia materna, Stella Class, a South London. Va anar a l'Escola d'Art i Disseny de West London, perquè "pensava que així és com et fiques en grups i coses".
| «                                                              | Però fins i tot abans dels Dolls, solia anar seguint grups. Vaig seguir Mott the Hoople per tot el país. Anava a Liverpool o Newcastle o a qualsevol lloc—dormir a les escales de l'Ajuntament, colar-me al tren, amagar-me al lavabo quan venia el revisor. Saltava del tren quan estava a punt d'arribar a l'estació i m'enfilava a la tanca. Eren bons temps, i sabia que volia estar en un grup i tocar la guitarra. Per mi, era això. | » |
| — Mick Jones a Gibson Backstage Pass Holiday Double Issue 2006 | |   |

Va començar a ser reconegut com a guitarrista a principis dels anys 1970 amb el seu grup de glam rock, The Delinquents. Poc després, va conèixer Tony James i va formar el grup protopunk London SS. El 1976, aquest grup s'havia desfet i alguns dels que havien quedat, com Jones, Paul Simonon i Keith Levene buscaven una nova direcció.

## The Clash

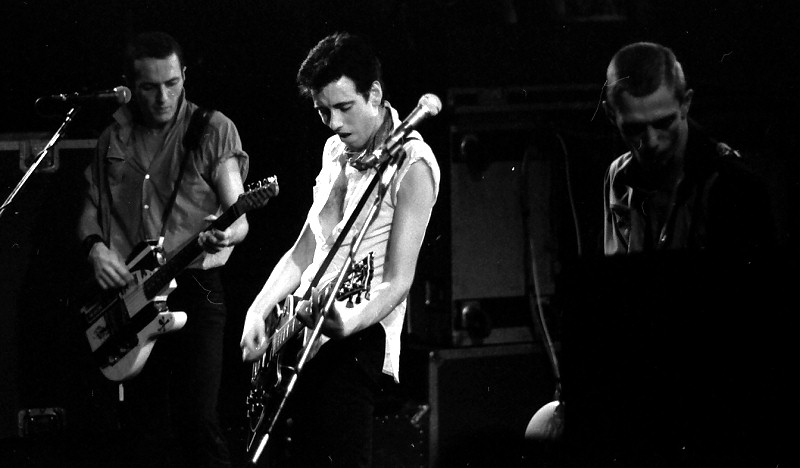
Mick Jones (centre) a l'escenari amb els Clash

Quan tenia 21 anys, Bernie Rhodes va presentar Jones i Paul Simonon a Joe Strummer en una casa ocupada de Shepherd's Bush. El grup assajava en un antic magatzem ferroviari de Camden Town i es va formar The Clash. Jones tocava la guitarra principal, cantava, i era coautor de les cançons des del principi del grup fins que Strummer i Simonon l'en van fer fora el 1983. Una de les cançons que va escriure, "Train in Vain," anava sobre la relació de Jones amb Viv Albertine, guitarrista de les Slits. La falta de puntualitat de Jones va ser un dels motius principals que el fessin fora del grup. Jones donar una entrevista sobre la desintegració de The Clash i els motius que el fessin fora del 'seu propi grup' al documentari i llibre de Danny Garcia The Rise and Fall of the Clash de 2012.
Per la seva feina amb The Clash, Jones, juntament amb la resta del grup, va entrar al Rock and Roll Hall of Fame el 2003.

Mentre promocionava la caixa del grup publicada el 2013, Sound System, que segons Jones va ser la darrera vegada que treballava amb música de Clash, va parlar dels plans de reunió del grup abans de la mort de Strummer.
Hi va haver alguns moments a l'època que hi vaig estar disposat (retrobament al Hall of Fame de 2003), el Joe hi estava disposat. El Paul no. I probablement, en Topper Headon tampoc, que al final ni tan sols va venir. Tampoc no semblava que acabéssim actuant. Vull dir, normalment en aquesta cerimònia quan hi ingresses, toques. En Joe s'havia saltat aquest punt, així que no ho vam fer. No vam estar mai d'acord. No vam estar mai en un punt que tots ho volíem fer al mateix temps. El més important per nosaltres, és que vam tornar a ser amics després del trencament del grup, i vam continuar així la resta del temps. Això era més important per nosaltres que el grup.
L'octubre de 2013, en una entrevista amb BBC 6Music, Jones va confirmar que Strummer tenia intenció de tornar a formar els Clash i de fet s'estava creant nova música per un possible àlbum. Els mesos anteriors a la mort de Strummer, Jones i Strummer van començar a treballar en música nova per al que ell pensava que seria el següent disc dels Mescaleros. Jones va dir "En vam escriure una colla – normalment no em fèiem una, en fèiem unes quantes de cop – fàcilment. La idea era que ell aniria a l'estudi amb els Mescaleros durant el dia i després i els enviava a casa. Llavors jo venia al vespre i treballàvem tota la nit." Jones va dir que havien passat mesos des de la seva feina conjunta quan es va trobar l'Strummer en un acte. Jones tenia curiositat per saber què se'n faria de les cançons en què havien estat treballant ell i l'Strummer i Strummer li va dir que es farien servir per al següent disc de Clash.

## General Public
Després de ser expulsat de The Clash, Jones fou membre fundador de General Public. Encara que surt als crèdits del primer disc del grup, All the Rage, de 1984, com a membre, Jones va plegar de General Public durant la gravació i fou substituït per Kevin White. Al darrere del disc hi surt la foto de White; Jones no hi surt. Jones va tocar la guitarra en moltes de les cançons del disc, inclosa Tenderness, que va arribar al top 40 americà.

## Big Audio Dynamite
Després de deixar General Public, el 1984 Jones va formar Big Audio Dynamite amb el director de cine Don Letts, que havia dirigit alguns vídeos de Clash i també el documentari sobre the Clash Westway to the World. El primer disc del grup This Is Big Audio Dynamite es va publicar l'any següent, i la cançó "E=MC²" va sonar forçar a les discoteques, amb els dos singles "Medicine Show" i "E=MC²" entrant a les llistes britàniques.
Per al segon disc de Big Audio Dynamite, No. 10, Upping St., Jones es va tornar a ajuntar amb Strummer. Junts, tots dos van compondre algunes cançons del disc, incloses "Beyond the Pale", "V. Thirteen", i "Sightsee M.C!"; Strummer també va ser co-productor del disc. La reunió no va durar gaire, i després d'aquesta col·laboració van trigar força a tornar a treballar plegats.
Al tercer disc de Big Audio Dynamite, Tighten Up, Vol. 88, la portada la va pintar l'ex baix de Clash, Paul Simonon. Poc després de la seva publicació, Jones va agafar la varicel·la i una pneumònia, i va passar-se alguns mesos a l'hospital. Després de recuperar-se, Jones encara va treure un altre disc amb Big Audio Dynamite, Megatop Phoenix, abans de canviar els membres del grup, canviant-li el nom a Big Audio Dynamite II i publicant el disc The Globe. La formació de BAD II va aconseguir un èxit internacional amb la seva cançó "Rush", arribant al número 1 del Billboard Modern Rock charts als Estats Units i de les llistes de singles d'Austràlia i Nova Zelanda.
El 1990, Jones va participar en la cançó d'Aztec Camera "Good Morning Britain", amb Roddy Frame.
La formació va tornar a canviar el 1994, i van publicar el disc Higher Power amb el nom Big Audio. El 1995, es va publicar un disc de grans èxits, Planet B.A.D. i també un disc d'estudi anomenat F-Punk amb el nom original de Big Audio Dynamite. Es va gravar un altre disc, Entering a New Ride, el 1997, però només es va publicar per Internet per un desacord amb Radioactive Records, que llavors era la seva discogràfica. El 1999 va sortir una altra recopilació, anomenada Super Hits.
Jones va anunciar una reunió de Big Audio Dynamite el gener de 2011, i van tocar al festival de Lollapalooza de 2011.

## Projectes posteriors

### Carbon/Silicon

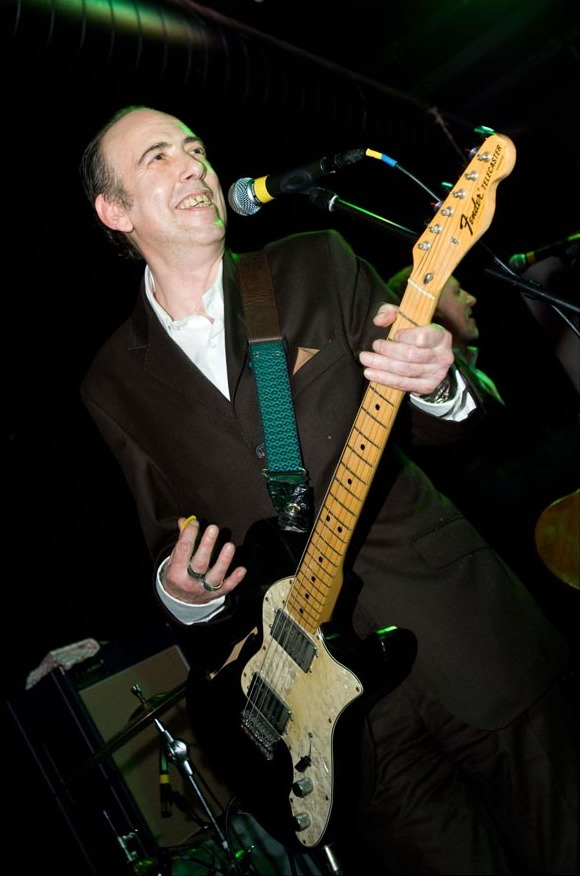
Jones tocant amb Carbon/Silicon a l'acte Carbon Casino VI el 22 de febrer de 2008

El 2002, Jones es va ajuntar amb el seu antic company a London SS i antic membre de Generation X i Sigue Sigue Sputnik Tony James per formar un grup nou anomenat Carbon/Silicon. El grup ha fet gires pel Regne Unit i els Estats Units i ha actuat en concerts benèfics antifeixistes; han gravat tres discos: A.T.O.M, Western Front i The Crackup Suite que es podien descarregar gratuïtament. El primer CD físic que van publicar fou The News EP. El grup anima els seus seguidors perquè comparteixin la seva música a les xarxes P2P, i permeten que es gravin els seus espectacles en àudio i vídeo. La seva primera cançó, "MPFree" és un himne a la compartició de fitxers P2P.
Carbon/Silicon s'assembla en molts aspectes a la feina anterior de Jones amb Big Audio Dynamite, i intenta de trencar la manera de fer tradicional del rock and roll. Alan McGee va descriure el grup com "...els Stones improvisant amb un portàtil", i utilitzen samples a les seves gravacions i actuacions en directe. Internet i la compartició de fitxers van catalitzar la formació del grup. La primera cançó que van escriure Jones i James es va titular "MPFree", on expressaven la seva disposició a adoptar la tecnologia d'Internet i compartició de fitxers, amb l'interès de propagar la música més que de treure'n benefici.
Durant set divendres consecutius entre gener i febrer de 2008, Carbon/Silicon van tocar a the Inn on the Green, un pub musical a Londres. A més de Carbon/Silicon hi van actuar molts convidats especials, entre els quals hi van haver Paul Cook i Glen Matlock dels Sex Pistols, l'antic bateria de Clash Topper Headon i el multiinstrumentista i antic Mescalero, Tymon Dogg.

### Productor
Jones també ha fet ocasionalment de productor. El 1981 va produir el segon àlbum d'Ellen Foley Spirit of St. Louis. Jones sortia amb ella i va ser coautor d'algunes cançons del disc juntament amb Strummer i Tymon Dogg. Entre els músics que tocaven hi havia membres dels Blockheads, Tymon Dogg i els quatre de the Clash.
El 1981, Jones va coproduir l'LP Short Back 'n' Sides d'Ian Hunter amb Mick Ronson. També hi va posar guitarra i veu. El mateix any, va produir el primer disc de Theatre of Hate Westworld que es va publicar el 1982. També va tocar la guitarra a la cançó principal, "Do You Believe in the Westworld". Jones també va gravar i produir Aria of the Devil el 1982 dels mateixos Theatre of Hate, però no es va publicar fins al 1998, quan Kirk Brandon va trobar les cintes màster.
Va fer de productor per al dos primers discos del grup de Londres the Libertines el 2002 i el 2004. També va produir Down in Albion, el primer disc de Babyshambles, el nou grup de Pete Doherty, l'antic cantant i guitarra dels Libertines.
Jones també surt als crèdits com a guitarra i veu de "Mal Bicho", la cançó principal del disc Rey Azucar de Los Fabulosos Cadillacs.
Va fer la banda sonora de la pel·lícula de Nick Mead, Dice Life – the Random Mind of Luke Rhinehart, una pel·lícula de dansa contemporània creada per Nick Mead i Wayne McGregor, amb Luke Rhinehart, autor de The Dice Man.
Als premis NME Shockwave de 2007, Jones va sortir a l'escenari i va tocar "(White Man) In Hammersmith Palais" amb Primal Scream.

### Gorillaz
Jones va tornar a tocar amb Simonon a la cançó principal Plastic Beach, l'àlbum de Gorillaz de 2010: tots dos van tocar a la gira en directe d'aquest disc. Van ser caps de cartell al festival de Coachella de 2010, a Glastonbury i al Festival Internacional de Benicàssim. Jones també va tocar a la cançó "Hillbilly Man" del disc de 2011 de Gorillaz The Fall.

### The Justice Tonight Band
A finals de 2011, Jones va decidir tornar a tocar cançons de the Clash en directe, col·laborant amb Pete Wylie i membres de the Farm per formar The Justice Tonight Band. El grup es va formar per promoure la campanya de Justícia per Hillsborough. Altres músics que estaven d'acord amb la causa han tocat amb The Justice Tonight band, com Billy Bragg i Paul Simonon. Shane MacGowan va pujar a l'escenari al Phoenix Park de Dublín quan The Justice Tonight Band feia de teloner de the Stone Roses durant la gira de reunió el 5 de juliol de 2012.

### The Wallflowers
Jones va col·laborar amb el grup de rock alternatiu the Wallflowers tocant la guitarra i fent veus en dues cançons del seu disc de 2012 Glad All Over.

### Rachid Taha
Mick Jones va figurar com a convidat especial al disc Zoom de Rachid Taha (2013) (juntament amb Brian Eno) i Jones va anar de gira amb Rachid Taha dins del projecte Zoom.

### The Flaming Lips
Jones va fer de narrador al disc King's Mouth de The Flaming Lips, que es va publicar el 20 d'abril de 2019 amb motiu del Record Store Day. Jones també surt a la portada. El cantant dels Flaming Lips Wayne Coyne va dir de Jones "és a gairebé totes les cançons... de veritat és increïble."